# Milan Williams
Milan B. Williams (* 28. März 1948 in Okolona, Mississippi; † 9. Juli 2006 in Houston, Texas) war ein US-amerikanischer Keyboarder und Songschreiber. Bekanntheit erlangte er als Gründungsmitglied der The Commodores. Williams schrieb bis zu seinem Ausstieg im Jahr 1989 eine Vielzahl von Liedern für die Band.

## Leben
Milan Williams wuchs in seiner Geburtsstadt Okolona auf und begann bereits im Alter von fünf Jahren mit Klavierspielen. Inspiration hierfür war sein älterer Bruder Earl, der als Musiker tätig war und mehrere Instrumente spielte. Williams erste Band nannte sich The Jays. 1967 traf Williams als Erstsemester an der Tuskegee University die Musiker Lionel Richie, Thomas McClary und William King von der Band The Mystics. Beide Bands schlossen sich daraufhin zu einer neuen Gruppierung zusammen, die sich The Commodores nannte.
Die ersten Aufnahmen der Commodores erschienen 1969. Milan Williams wurde zum Keyboarder der Gruppe und schrieb zudem mehrere ihrer Singles, darunter auch den ersten Charterfolg Machine Gun aus dem Jahr 1974. Zudem beteiligte er sich als Produzent am 1986 erschienenen Album United.
1989 verließ Williams die Commodores, nachdem er sich weigerte, an einem Auftritt der Band in Südafrika teilzunehmen.
Milan Williams war zweimal verheiratet und wurde Vater von zwei Söhnen. Er lebte zuletzt in Houston, wo er am 9. Juli 2006 im Alter von 58 Jahren an den Folgen einer Krebserkrankung starb. Williams wurde auf dem Zion Spring Cemetery in seiner Geburtsstadt Okolona bestattet.

## Auswahl von Milan Williams verfasster Songs
Aufgelistet werden alle von Williams verfassten Singles, die sich in den US-Charts platzieren konnten. In Klammern das jeweilige Album.
- Machine Gun (Machine Gun, 1974)
- Wonderland (Midnight Magic, 1979)
- Old-Fashion Love (Heroes, 1980)
- Only You (Commodores 13, 1983)